# Henri-Louis-Stanislas Mortier de Fontaine

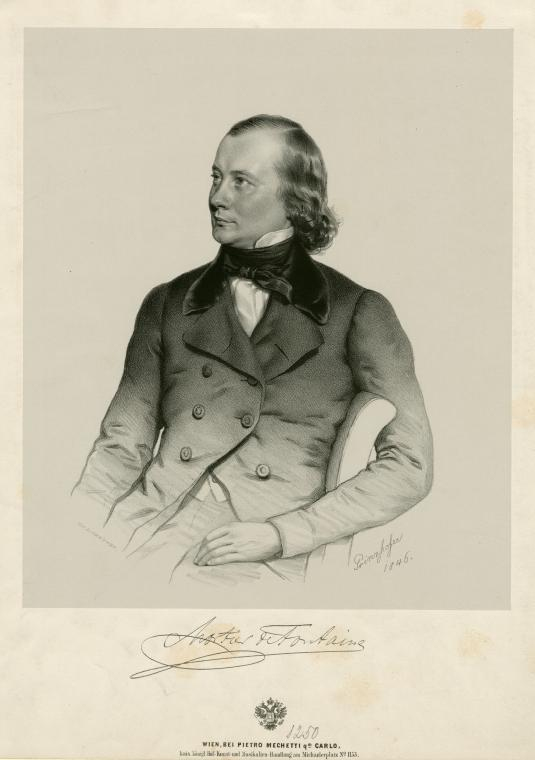
Henri-Louis-Stanislas Mortier de Fontaine, Lithographie von August Prinzhofer (1846)

Henri-Louis-Stanislas Mortier de Fontaine (* 13. Mai 1816 in Wyschniwez, Wolhynien, (heute Ukraine); † 10. Mai 1883 in London) war ein polnischer Pianist und Komponist.

## Leben
Seine Eltern ließen sich kurz nach seiner Geburt in Mailand nieder, wo er mit sieben Jahren ersten Klavierunterricht erhielt, den er später in Wien fortsetzte. Anschließend kehrte die Familie nach Polen zurück, wo Mortier seine Ausbildung bei Moritz Ernemann am Warschauer Konservatorium vertiefte.
1830 gab er sein erstes Konzert in Danzig, es folgten Auftritte in Kopenhagen und 1831 Kiel, wo er unter der Leitung des jungen Otto Jahn Werke von Mendelssohn und Beethoven spielte. Danach ließ er sich in Paris nieder und gehörte bald zum Freundeskreis von Frédéric Chopin, der ihn mit den Worten empfing: „Es genügt, dass Sie die Luft Warschaus geatmet haben, um in mir einen Freund und Gefährten zu finden.“ Zu seinen dortigen Freunden gehörte auch Paul Bigot de Morogues, der Mann der Beethoven-Freundin Marie Bigot (1786–1820). 1837 traf er in Bellagio am Comer See mit Franz Liszt zusammen und wurde Taufpate von dessen Tochter Cosima Liszt (1837–1930).
1840 wohnte er in Paris in dem noch erhaltenen Haus 33 Rue de l’Arcade, im 8. Arrondissement, wie aus einem Brief Chopins an Mortier hervorgeht.
Anlässlich mehrerer Konzerte, die Mortier 1844 in Prag gab, schrieb der Wiener Musikkritiker Graf Ferdinand Laurencin d’Armond, in ihm lebe „ein höherer Genius, als jener der bloßen Virtuosität“.
Am 11. Januar 1845 gab er ein Konzert in Dresden, in dem er zusammen mit Clara Schumann Andante und Variationen B-Dur für zwei Klaviere op. 46 von Robert Schumann spielte, der selbst im Publikum saß.
1846 bis 1847 konzertierte er in Wien und sorgte für Aufsehen, als er am 17. September 1846 in einer privaten Soiree bei Franz Liszt, „zu welcher die Elite der hiesigen Musikwelt geladen war“, Beethovens „Hammerklaviersonate“ B-Dur op. 106 vortrug – eines der schwierigsten Werke der Klavierliteratur. Bei dem Wiener Konzert, das Mortier am 4. Januar 1847 gab, war auch Robert Schumann erneut unter den Zuhörern. Auf dem Programm standen Johann Nepomuk Hummels Klaviertrio Es-Dur op. 12 und Beethovens Klaviertrio D-Dur op. 70 Nr. 1, das sogenannte Geistertrio, außerdem Mortiers eigene Fantasie über die Wolfsschlucht-Szene aus Webers Freischütz. Wie der Wiener Rezensent bemerkte, war unter den Anwesenden „ein sehr geachteter norddeutscher Musikkritiker“, mit dem offenbar Schumann gemeint war.
Ab 1853 lebte Mortier abwechselnd in St. Petersburg und Moskau und veranstaltete dort historische Konzerte. Zu Beginn des Winters 1860, nach dem Tod der Witwe von Zar Nikolaus I., verließ er Russland und ging nach München. Zuletzt wirkte er in London.
Als einer der ersten Pianisten spielte er nicht nur zeitgenössische Werke, sondern auch Kompositionen von Johann Sebastian Bach und Georg Friedrich Händel. 1863 entdeckte er auch „eine bisher unbekannte sehr schöne Clavier-Suite aus A-Dur von Händel“.

## Familie
Mortier de Fontaine heiratete 1836 die belgische Sängerin Marie-Josine Mortier de Fontaine geb. Vanderperren (* 29. Oktober 1814 in Brüssel), von der er später wieder geschieden wurde. In zweiter Ehe war er mit Marguerite Limbach verheiratet.

## Werke (Auswahl)
- op. 7: Die Wolfsschlucht. Fantasiestück nach Weber’s Freischütz, für Klavier, Wien: Mechetti 1847
- op. 8: Erloschene Liebe, für Gesang und Klavier, nach einem Gedicht von Heinrich Heine, Kassel: Luckhardt 1849
- op. 10: Für Dich, für vierstimmigen Männerchor, nach einem Gedicht von Ida von Reinsberg-Düringsfeld, Kassel: Luckhardt 1851
- Bruchstück g-Moll, Albumblatt für Aloys Fuchs, Wien, 4. Februar 1847, Autograph in Berlin, Staatsbibliothek, Mus.ms.autogr. Mortier, H. L. S. 1 M (Digitalisat)